# Аллабердиев, Баймурат
Баймура́т Аллаберди́ев (настоящее имя Оймахмад Сайфулаевич Аллабердиев, также известен по прозвищу Таджик Джимми; род. 20 февраля 1971) — исполнитель песни «Jimmy Jimmy Jimmy Aaja» из кинофильма «Танцор диско» в любительском клипе на YouTube, ставшем победителем в категории «Видео года» интернет-конкурса «РОТОР-2009».

## Биография
Баймурат родился в 1971 году в колхозе «Правда» Курган-Тюбинского района Таджикской ССР (ныне Пянджский район Хатлонской области Таджикистана). По национальности — узбек. Ходил в музыкальную школу, по собственным словам, в детстве занял первое место на конкурсе в Ташкенте.
Как и многие другие гастарбайтеры, он уехал в Россию на заработки. Работал грузчиком в Коломне, в апреле 2009 года выступил в Санкт-Петербурге перед концертом группы Asian Dub Foundation, после чего подписал договор с промоутерской компанией «Светлая музыка».
В 2010 году Баймурат принял участие в ежегодном рок-фестивале «Сотворение Мира» с группой Markscheider Kunst, снялся в фильме Тимура Бекмамбетова «Ёлки».
Популярность Баймурата в Рунете российская и зарубежная пресса сравнивает с успехом шотландки Сьюзан Бойл.
19 октября 2013 года женился на петербурженке Людмиле Минько, сотруднице «Водоканала», которая стала выполнять и продюсерские функции.

## Фильмография
- 2010 — Ёлки — Юсуф, сторож Калининградского детдома
- 2012 — Хмуров — Ильмаз
- 2013—2015 — Последний из Магикян — Баймурат, автослесарь
- 2013 — Ёлки 3 — Юсуф
- 2013 — Тариф на прошлое — Карим
- 2014 — Скорый «Москва — Россия» — разносчик еды в поезде
- 2016 — Ёлки 5 — Юсуф
- 2018 — Новый муж — Баймурат, работник продуктового магазина

## Участие в программах
- Минута славы
- Большая разница
- Пусть говорят
- Десять миллионов